# Borsa di Filadelfia
La Borsa di Filadelfia (o Philadelphia Merchant's Exchange) è un edificio situato nella città di Philadelphia. Questa costruzione è considerata tra i contributi architettura neoclassica più significativi dell'architetto William Strickland, che la progettò a partire dal 1832.
Si distingue per la grazia dell'abside, alleggerita da un portico semicircolare il cui ritmo viene scandito da un colonnato in ordine corinzio. Con quest'opera, evidentemente ispirata al Monumento coregico di Lisicrate, l'architetto contribuì all'assetto neogreco caratteristico della città.